# Эффект фонематического восстановления
Эффект фонематического восстановления (phonemic restoration effect) — акустический феномен, состоящий в том, что если по какой-то причине в речи очень трудно заметить значительное изменение или пропуск звука, то слушатель чуть позже как бы восстанавливает или подставляет её, чтобы понять смысл слова так, как будто ничего не пропущено (Warren, 1970).

## Условия эффекта
Для создания этого эффекта небольшой фрагмент речевого материала (как правило, одна фонема и ее переходы на соседние фонемы) вырезался из слова, а недостающие части слова заменялись звуками, такими как кашель или белый шум. Если в слове вырезать и заменить таким образом одну фонему, то аудиторы чаще всего не замечают этого. Данный эффект назвали «фонематическим восстановлением», так как слушатели, казалось, не замечали отсутствия фонемы. Аналогичная тенденция показана (Ganong, 1980) для процесса распознавания слов с использованием лексической информации, как ведущей, при восприятии звукового сигнала при заданных условиях.

## Эксперименты
В первом эксперименте, исследующем этот эффект восстановления фонем, участвовали 20 студентов-психологов. Стимулом была запись предложения: "Губернаторы штатов встретились с их соответственно законодательными органами, собравшимися в столице." ("The state governors met with their respective legislatures convening in the capital city"). В данном предложении был удален участок длительностью в 120 мс и заменен предварительно записанным кашлем той же продолжительности. Удаленный звук речи представлял собой первую букву "s" в слове "legislatures" вместе с частями соседних фонем, которые могли бы служить переходными подсказками к отсутствующему звуку. Важно отметить, что участникам было также заранее предложено указать в каком конкретно месте произошел кашель. Для этого им давались листы бумаги с напечатанным на них предложением, чтобы обвести точное место, где произошел кашель. Им также сообщили, что их спросят, заменил ли кашель полностью обведенные звуки. Стимул слушали через наушники в аудиометрической комнате. Девятнадцать из двадцати участников сообщили, что все звуки речи были представлены (единственный оставшийся участник, сообщивший о пропавшей фонеме, выбрал неправильную). Иллюзорное восприятие отсутствующей фонемы соответствовало наблюдениям других (аспирантов и персонала), которые, несмотря на знание реального стимула, все равно определяли фонему неправильно или не определяли вовсе. Ни один из участников не смог правила определить положение кашля, и половина участников обвела позиции за пределами слова "legislatures". Медианой расстояние, отделяющее ответы от истинной позиции, составило пять фонем. Эти ошибки были симметрично распределены по времени, при этом 11 участников разместили кашель стишком рано, а 9 - слишком поздно. Чтобы определить, могут ли быть получены фонемные восстановления с помощью другого постороннего звука, была протестирована вторая группа из 20 участников по той же процедуре, за исключением того, что кашель был заменен на на тон с частотой 1000 Гц (интенсивность равна максимальной интенсивности кашля). Результаты по данному эксперименту были такими же как и в первом эксперименте. Каждый из участников сообщил, что все звуки речи были представлены, и ни один участник смог правильно определить положение тона. Восемь участников обвели позиции за пределами слова "legislatures". Медианное расстояние, отделяющее ответы от истинной позиции, составило три фонемы, и большинство участников (13) разместили тон раньше его фактического положения, хотя эта тенденция к преждевременному размещению не была статистически значимой.
Неспособность идентифицировать положение посторонних звуков в предложениях была зафиксирована и ранее. Неспособность идентифицировать временной порядок оказывается более распространенной, чем считалось; она возникает даже в последовательностях, состоящих из не специфичных звуков, таких как шипения, тоны, гудения. Фонемные восстановления связаны с языковыми навыками, которые позволяют слушателю заменить правильный звук. Эксперименты, в которых перекрывали первую букву "s" в слове "legislatures", не позволяли слушателю, знакомому с английским языком, сделать "никакой" выбор (то есть ни один другой звук не мог образовать английское слово). Однако Шерман  обнаружил, что когда за коротким кашлем следовали звуки соответствующие "ite", так что фрагмент слова мог происходить из нескольких слов, таких как "kite" или "bite", слушатель использовал другие слова в предложении, чтобы определить фонемное восстановление; когда предшествующий или последующий контекст указывал на то, что неполное слово было глаголом, обозначающее действие злобных собак, неоднозначный фрагмент воспринимался достаточно четко как "fight" или "bite".
Фонемные восстановления не ограничиваются отдельными фонемами, но могут включать отдельные кластеры из двух или трех звуков. Кроме того, для создания иллюзии могут использоваться посторонние звуки, отличные от кашля или тонов (например, гудение). Однако, когда звук речи был удален и не заменен на посторонний звук, промежуток распознавался на своем месте, и иллюзорное восприятие не происходило. Конечно, в отличие от посторонних звуков, тишина обычно не возникает, если ее не произвел говорящий. Способность понимать речь с маскированными фонемами не вызывает удивления; избыточность языка вполне может объяснить это. Однако незнание восстановительных процессов - иллюзорное восприятие высказывания говорящего, а не стимула, который фактически достигает наших ушей - отражает характеристики восприятия речи, которые могут помочь нам понять перцептивный механизмы, лежащие в основе вербальной организации.